# 浙江大学公共管理学院
浙江大学公共管理学院是浙江大学的一所学院，成立于2005年7月，院址位于浙大紫金港校区国际会议中心（蒙民伟楼），属于社会科学学部。设政府管理系、土地管理系、城市发展与管理系、社会保障与风险管理系、信息资源管理系、政治学系、社会学系7个学系。

## 概况
学院有420名全日制在校本科生、253名科学学位硕士研究生、754名MPA研究生、221名博士研究生。
现有教职工123人，具有博士学位的教师比例达75%，其中32名教授，43名副教授，42名在站博士后；29名博士生导师、82名硕士生导师。

## 重点学科
- 浙江省重点学科：土地资源管理、教育经济与管理、行政管理、劳动经济学
- 博士后流动站：公共管理学
- 一级学科博士点：公共管理学
- 2个二级学科博士点：政治学理论、人口学
- 4个共建学科博士点：政治经济学、劳动经济学、企业管理、管理科学与工程
- 1个一级学科硕士点：图书馆学、情报学和档案学
- 17个二级学科硕士点：行政管理、教育经济与管理、社会保障、土地资源管理、情报学、档案学、中外政治制度、国际关系、中共党史、信息资源管理、社会管理、政治学理论、非传统安全管理、图书馆学、社会学、人口学和劳动经济学，以及公共管理硕士（MPA）专业学位授予点
- 10个本科专业：行政管理、土地资源管理、城市与房地产管理、社会保障、风险管理、信息资源管理、政治学与行政学、国际政治、国际事务管理、社会学[1]

## 研究机构
校级研究所
拥有以下10个校级研究所和电子政务研究所1个院级研究所：
- 浙江大学行政管理研究所
- 浙江大学风险管理与劳动保障研究所
- 浙江大学土地科学与不动产研究所
- 浙江大学政府与企业研究所
- 浙江大学台湾研究所
- 浙江大学信息资源管理研究所
- 浙江大学政治学研究所
- 浙江大学社会学研究所
- 浙江大学社会建设研究所
- 浙江大学人类学研究所

其他研究中心
- 1个教育部战略研究基地：浙江大学科教发展战略研究中心
- 2个浙江省哲学社会科学重点研究基地：浙江大学劳动保障与社会政策研究中心、浙江大学地方政府与社会治理研究中心
- 2个省校合作机构：浙江省公共政策研究院、浙江省人才发展研究院
- 11个校级交叉学科研究中心
- 4个院级研究中心[1]

2011年，学院科研经费4406万元。获批1项国家级重大项目，15项国家基金项目，其中8项国家社科基金项目，7项国家自然科学基金；2011年获得15项省部级以上科研成果奖励（其中1项特等奖）；共有28篇SSCI收录论文，8篇SCI收录论文，12篇权威刊物论文，45篇一级刊物论文；出版15部专著。